# Schloss Grafeneck

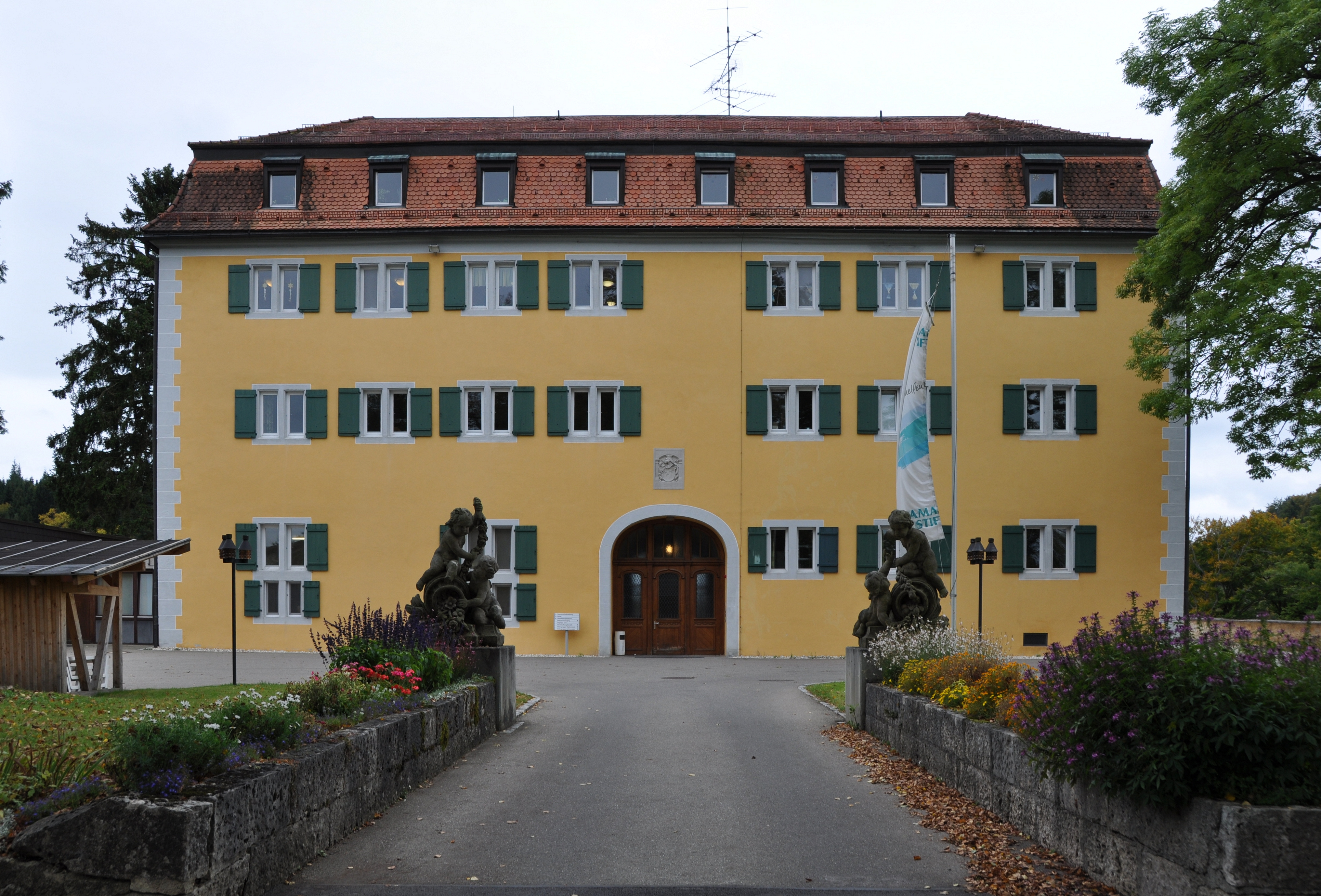
Schloss Grafeneck, 2010

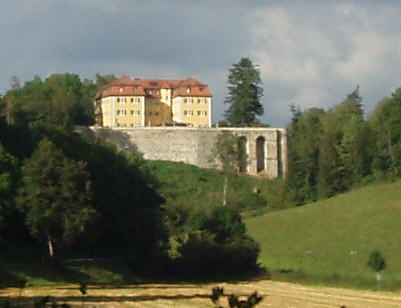
Schloss Grafeneck, 2007

Schloss Grafeneck ist ein Schloss bei Gomadingen, in unmittelbarer Nachbarschaft zum Haupt- und Landgestüt Marbach, etwa 25 Kilometer südöstlich von Tübingen zwischen Engstingen und Münsingen. Im nationalsozialistischen Deutschland wurde es als Tötungsanstalt Grafeneck genutzt. 10.654 Menschen wurden 1940 umgebracht. Heute befindet sich dort unter anderem die Gedenkstätte Grafeneck mit einem Dokumentationszentrum.

## Geschichte

### Burg und Jagdschloss
Zunächst befand sich hier eine hochmittelalterliche Burganlage. Die Herzöge von Württemberg errichten um 1560 ein Jagdschloss. 
Herzog Carl Eugen von Württemberg nutzte das Anwesen als Sommerresidenz und erweiterte es in den Jahren 1762 bis 1772 zu einem barocken Schloss mit Opernhaus und zahlreichen Lustbauten. Das Opernhaus wurde später nach Ludwigsburg versetzt, das Schloss wurde aufgegeben. 

### Forstamt
Im 19. Jahrhundert wurden einzelne Bauten abgerissen, das Schloss nutzte das Forstamt. 

### Behinderteneinrichtung
1928 kaufte die Samariterstiftung das Schloss, richtete ein Heim für Behinderte ein und legte 1930 einen eigenen Friedhof an. Nach Weisung durch das württembergische Innenministerium wurde die Anstalt bei Ausbruch des Zweiten Weltkriegs in das Kloster Reutte in Oberschwaben verlegt.

### Tötungsanstalt
Die ersten Ermordungen im Dritten Reich im Rahmen der Aktion T4, der sogenannten Euthanasie, begannen am 18. Januar 1940 hier, und zwar in einer als Duschraum getarnten Gaskammer, die sich in einer „Garage“ befand. Der Anstaltsarzt ließ Kohlenmonoxid einströmen. Die Leichen wurden im Krematorium verbrannt. Im Dezember 1940 wurde, nachdem die Geschehnisse in der Anstalt publik geworden waren, auf Betreiben Heinrich Himmlers die Tötungsanstalt geschlossen, die Krankenmorde wurden in der Tötungsanstalt Hadamar fortgesetzt. In Grafeneck nahm das industrielle Morden seinen Anfang und die Methode wurde danach in den anderen Anstalten und in KZs weitergeführt.

### Kinderlandverschickung
Das Haus diente später für die Unterbringung von Kindern aus der Kinderlandverschickung. 

### Sozialpsychiatrie
Heute ist Schloss Grafeneck eine Einrichtung der Behindertenhilfe und Sozialpsychiatrie. 

### Gedenkstätte und Dokumentationszentrum
Es beherbergt die Gedenkstätte Grafeneck und seit Oktober 2005 ein Dokumentationszentrum. Die „Garage“ mit der Gaskammer wurde in den 1960er Jahren abgerissen.